# Idiops clarus
Idiops clarus är en spindelart som först beskrevs av Cândido Firmino de Mello-Leitão 1946.  
Idiops clarus ingår i släktet Idiops och familjen Idiopidae. Inga underarter finns listade i Catalogue of Life.